# Moussy (Marne)
Moussy és un municipi francès, situat al departament del Marne i a la regió del Gran Est. L'any 2007 tenia 772 habitants.

## Demografia

### Població
El 2007 la població de fet de Moussy era de 772 persones. Hi havia 324 famílies, de les quals 68 eren unipersonals (24 homes vivint sols i 44 dones vivint soles), 128 parelles sense fills, 112 parelles amb fills i 16 famílies monoparentals amb fills.
La població ha evolucionat segons el següent gràfic:
Habitants censats

### Habitatges
El 2007 hi havia 347 habitatges, 322 eren l'habitatge principal de la família, 7 eren segones residències i 18 estaven desocupats. 320 eren cases i 24 eren apartaments. Dels 322 habitatges principals, 256 estaven ocupats pels seus propietaris, 56 estaven llogats i ocupats pels llogaters i 10 estaven cedits a títol gratuït; 2 tenien una cambra, 8 en tenien dues, 33 en tenien tres, 61 en tenien quatre i 218 en tenien cinc o més. 250 habitatges disposaven pel capbaix d'una plaça de pàrquing. A 151 habitatges hi havia un automòbil i a 151 n'hi havia dos o més.

### Piràmide de població
La piràmide de població per edats i sexe el 2009 era:
| Homes | Edats   | Dones |
| ----- | ------- | ----- |
| 0     | 95 o +  | 0     |
| 0     | 90 a 94 | 0     |
| 4     | 85 a 89 | 12    |
| 4     | 80 a 84 | 8     |
| 20    | 75 a 79 | 8     |
| 16    | 70 a 74 | 28    |
| 24    | 65 a 69 | 20    |
| 20    | 60 a 64 | 36    |
| 12    | 55 a 59 | 12    |
| 36    | 50 a 54 | 36    |
| 32    | 45 a 49 | 36    |
| 28    | 40 a 44 | 36    |
| 36    | 35 a 39 | 24    |
| 12    | 30 a 34 | 36    |
| 4     | 25 a 29 | 4     |
| 24    | 20 a 24 | 4     |
| 20    | 15 a 19 | 24    |
| 24    | 10 a 14 | 20    |
| 24    | 5 a 9   | 16    |
| 16    | 0 a 4   | 4     |

## Economia
El 2007 la població en edat de treballar era de 492 persones, 352 eren actives i 140 eren inactives. De les 352 persones actives 328 estaven ocupades (177 homes i 151 dones) i 24 estaven aturades (6 homes i 18 dones). De les 140 persones inactives 69 estaven jubilades, 40 estaven estudiant i 31 estaven classificades com a «altres inactius».

### Ingressos
El 2009 a Moussy hi havia 324 unitats fiscals que integraven 781 persones, la mediana anual d'ingressos fiscals per persona era de 22.978 €.

### Activitats econòmiques
Dels 34 establiments que hi havia el 2007, 5 eren d'empreses alimentàries, 1 d'una empresa de fabricació d'altres productes industrials, 5 d'empreses de construcció, 7 d'empreses de comerç i reparació d'automòbils, 2 d'empreses de transport, 1 d'una empresa d'hostatgeria i restauració, 1 d'una empresa d'informació i comunicació, 4 d'empreses immobiliàries, 4 d'empreses de serveis, 2 d'entitats de l'administració pública i 2 d'empreses classificades com a «altres activitats de serveis».
Dels 6 establiments de servei als particulars que hi havia el 2009, 1 era una oficina de correu, 2 paletes, 1 lampisteria, 1 perruqueria i 1 restaurant.
L'únic establiment comercial que hi havia el 2009 era una fleca.
L'any 2000 a Moussy hi havia 75 explotacions agrícoles que ocupaven un total de 350 hectàrees.

## Equipaments sanitaris i escolars
El 2009 hi havia una escola elemental.

## Poblacions més properes
El següent diagrama mostra les poblacions més properes.